# Sergi Roberto
Sergi Roberto (n. 7 februarie 1992, Reus, Catalonia, Spania) este un fotbalist spaniol liber de contract, care joacă pe post de mijlocaș. Pe plan internațional, are prezențe la națională pentru Spania U17⁠(d), Spania U-19⁠(d), Spania U-20⁠(d), Spania U-21 și Spania..

## Statistici carieră
La 14 October 2017.
| Club          | Sezon         | Campionat          | Campionat | Campionat | Copa del Rey | Copa del Rey | Europa  | Europa | Altele  | Altele | Total   | Total  |
| Club          | Sezon         | Divizie            | Meciuri   | Goluri    | Meciuri      | Goluri       | Meciuri | Goluri | Meciuri | Goluri | Meciuri | Goluri |
| ------------- | ------------- | ------------------ | --------- | --------- | ------------ | ------------ | ------- | ------ | ------- | ------ | ------- | ------ |
| Barcelona B   | 2009–10       | Segunda División B | 29        | 0         | —            | —            | —       | —      | —       | —      | 29      | 0      |
| Barcelona B   | 2010–11       | Segunda División   | 26        | 2         | —            | —            | —       | —      | —       | —      | 26      | 2      |
| Barcelona B   | 2011–12       | Segunda División   | 28        | 4         | —            | —            | —       | —      | —       | —      | 28      | 4      |
| Barcelona B   | 2012–13       | Segunda División   | 23        | 1         | —            | —            | —       | —      | —       | —      | 23      | 1      |
| Barcelona B   | Total         | Total              | 106       | 7         | —            | —            | —       | —      | —       | —      | 106     | 7      |
| Barcelona     | 2010–11       | La Liga            | 1         | 0         | 1            | 0            | 1       | 0      | 0       | 0      | 3       | 0      |
| Barcelona     | 2011–12       | La Liga            | 1         | 0         | 2            | 1            | 1       | 1      | 0       | 0      | 4       | 2      |
| Barcelona     | 2012–13       | La Liga            | 1         | 0         | 3            | 0            | 1       | 0      | 0       | 0      | 5       | 0      |
| Barcelona     | 2013–14       | La Liga            | 17        | 0         | 6            | 0            | 4       | 0      | 0       | 0      | 27      | 0      |
| Barcelona     | 2014–15       | La Liga            | 12        | 0         | 4            | 2            | 2       | 0      | —       | —      | 18      | 2      |
| Barcelona     | 2015–16       | La Liga            | 31        | 0         | 6            | 0            | 8       | 1      | 4       | 0      | 49      | 1      |
| Barcelona     | 2016–17       | La Liga            | 32        | 0         | 6            | 0            | 8       | 1      | 1       | 0      | 47      | 1      |
| Barcelona     | 2017–18       | La Liga            | 7         | 1         | 0            | 0            | 2       | 0      | 2       | 0      | 11      | 1      |
| Barcelona     | Total         | Total              | 102       | 1         | 28           | 3            | 27      | 3      | 7       | 0      | 164     | 7      |
| Total carieră | Total carieră | Total carieră      | 208       | 8         | 28           | 3            | 27      | 3      | 7       | 0      | 270     | 14     |